# Tropidurus nanuzae
Tropidurus nanuzae är en ödleart som beskrevs av  Rodrigues 1981. Tropidurus nanuzae ingår i släktet Tropidurus och familjen Tropiduridae. IUCN kategoriserar arten globalt som nära hotad. Inga underarter finns listade i Catalogue of Life.